# Yeoseodo

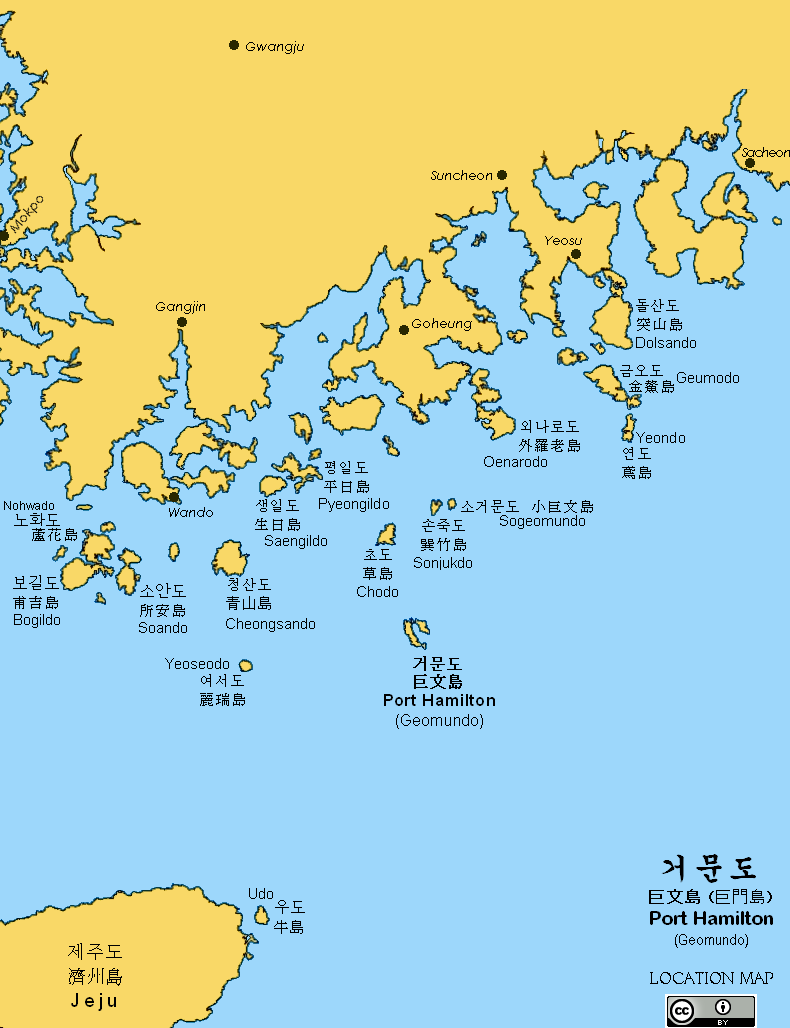
Location of Yeoseodo in the Jeju Strait (slightly left of Port Hamilton)

Yeoseo-do là một hòn đảo nằm ngoài khơi tỉnh Jeolla Nam, Hàn Quốc. Hòn đảo này có diện tích 2,51 km² với khoảng 100 cư dân sinh sống (dân số 2001). Trên đảo có ngọn núi vô danh cao khoảng 352 mét, cư dân trên đảo sống chủ yếu bằng nghề nông và nghề đánh bắt cá, các sản phẩm chính của họ gồm có khoai lang, lúa mì, gạo, đậu và vừng.